# Tisma
Tisma è un comune del Nicaragua facente parte del dipartimento di Masaya.